# Martroger III
Le Martroger III est un ancien dundee baliseur à voile du Service des phares et balises du quartier maritime de Noirmoutier (Vendée).
Depuis son rachat en 1993 et sa restauration, il est confié à l'association des « Amis du Martroger » qui en assure la maintenance et l'entretien.
Son immatriculation est : NO 280792.
Le Martroger fait l'objet d'un classement à titre objet des monuments historiques depuis le 6 septembre 1993.

## Histoire
Il a été construit au chantier de L'Espoir Sablais aux Sables-d'Olonne en 1933.
Il a servi de 1933 à 1991, avec un équipage de 4 hommes, pour assurer l'entretien de la signalisation maritime de l'île de Noirmoutier et la relève des gardiens du phare du Pilier.
Il a subi plusieurs transformations durant sa carrière ; il a perdu sa voilure et a été équipé d'un moteur et d'une timonerie en 1960.
Réformé en 1991, il est racheté par la Communauté de communes de l'Île-de-Noirmoutier. Sa première restauration lui enleva la timonerie et le ré-équipa des mâture et voilure d'origine. Il a subi d'autres restaurations dont la dernière en 2009 sur le chantier naval des Ileaux au port de Noirmoutier.
Cette dernière a entraîné une quasi reconstruction à cause d'une importante attaque de mérules.  